# Matikonis Peak
Matikonis Peak är en bergstopp i Antarktis. Den ligger i Västantarktis. Inget land gör anspråk på området. Toppen på Matikonis Peak är 994 meter över havet.
Terrängen runt Matikonis Peak är platt söderut, men norrut är den kuperad. Trakten är obefolkad. Det finns inga samhällen i närheten.